# Ercourt
Ercourt település Franciaországban, Somme megyében. Lakosainak száma 126 fő (2022. január 1.). Ercourt Grébault-Mesnil, Béhen, Huppy, Tœufles és Tours-en-Vimeu községekkel határos.

## Népesség
A település népességének változása:
| Lakosok száma | 121  | 121  | 123  | 122  | 122  | 123  | 122  | 121  | 126  |
|               | 2013 | 2015 | 2016 | 2017 | 2018 | 2019 | 2020 | 2021 | 2022 |